# Borisz Petrovics Csirkov
Borisz Petrovics Csirkov (oroszul: Борис Петрович Чирков; Lozovaja Pavlovka falu, Ukrajna , 1901. augusztus 13. – Moszkva, 1982. május 28.) orosz szovjet színész.

## Pályája
Egy ukrajnai faluban, Lozovaja Pavlovkában született 1901-ben. Később a családdal északra, a Vjatkai kormányzóság (ma: Kirovi terület) Nolinszk városba költözött. 1921-ben Petrográdon (1924-től: Leningrád) beiratkozott a műegyetemre, ám azt hamar otthagyta és a helyi Színházművészeti Főiskola (Insztyitut Szcenyicseszkih Isszkusztv, ISZI) hallgatója lett. Ott szerzett diplomát 1926-ban.
Leningrádban a Fiatal Nézők Színháza (1926–1930), később a Vörös Színház, majd a megújított ifjúsági színház művésze volt. Egyik első színházi sikerét Sancho Panza szerepében aratta, az előadáson Don Quijote-ét az akkor még szintén pályakezdő Nyikolaj Cserkaszov alakította. Színészi karrierje a háború után Moszkvában folytatódott. Előbb a Filmszínészek Színháza (1945–1950), később a Puskin Drámai Színház (1950–1965) tagja volt – közben 1955 és 1963 között a filmfőiskolán (VGIK) is tanított –, majd 1966-tól a moszkvai Gogol Színházban játszott.

### Filmek
Nevét filmszerepei tették ismertté és hazájában rendkívül népszerűvé. 1928-ban állt először felvevőgép elé, és attól kezdve 1975-ig rendszeresen foglalkoztatták, csaknem hatvan filmben játszott. Közel ötven évet átfogó filmszínészi karrierjének csúcsát az 1930-as években forgatott filmjeivel érte el.
Hangos filmen egy epizódszerepben mutatkozott be Grigorij Kozincev és Leonyid Trauberg Egyedül című alkotásában, (melyet némafilmként forgattak és csak utólag látták el hanggal). A rendezőpáros következő munkájában (És felkel a nap, eredeti orosz címén: Makszim ifjúsága, 1935) már a főszerepet bízták rá: a Makszim-trilógia főhőseként hatalmas sikert aratott és az ország egyik legismertebb férfi színésze lett, természetesen a hivatalos elismerés sem maradt el.
A korábbi szovjet filmek a forradalmárt eszményítették, sziklaszilárd hősként ábrázolták. A trilógia Makszim-ja azonban hús-vér ember, akinek saját élettörténete van, és az eseményekkel együtt személyisége is változik, amit Borisz Csirkov életszerű, mesterkéletlen játéka hitelesít. Az első részben gondtalanul gitározgató, egyszerű petrográdi fiatal, aki véletlenül csöppen a forradalmi szervezkedésbe és vállalja a szerepet. A másodikban (Makszim visszatérése, 1937) a száműzetésből visszatérő tudatos forradalmár; a trilógiát záró Viborgi városrész (1939) cselekménye az 1917. évi forradalom után játszódik, amikor a bolsevik, de pénzügyekben tájékozatlan Makszim egy bank komisszárjaként igyekszik kordába szedni a „szabotáló” hivatalnokokat. A második és még inkább a harmadik részben már erősen túlteng a politikum.
Szergej Geraszimov A tanító című filmjének (1939) főhőse egy első nemzedékes értelmiségi, akinek saját magával is meg kell küzdenie. Csirkov csendes, szerény falusi tanítót alakít, aki éjszakánként tanulni kénytelen, hogy hiányos ismereteit pótolva nyugodtan állhasson tanítványai elé.
A szovjet filmekre az 1930-as évek végétől egyre inkább az élettelen, sematikus alakok szerepeltetése vált jellemzővé. Árnyaltabb emberábrázolásra alig nyílt lehetőség. Kevés főszerepei egyike, Glinka zeneszerző alakja szépen megformált, de csak szokványos, egyéni vonásokat szinte nélkülöző művészportré maradt (Egy élet muzsikája, 1946).
Némi változás az 1950-es évek második felében kezdődött, Csirkov pályáján ez leginkább Mihail Kalatozov Luxustutajon című vígjátékában (1954) mutatkozott meg, ahol humora, közvetlen játékstílusa érvényesülhetett. A legkülönbözőbb figurákat, elsősorban korának egyszerű embereit jelenítette meg a filmvásznon, klasszikus irodalmi alkotás filmváltozatában szinte nem is játszott. A háború idején és azt követően is számos  háborús témájú filmben kapott szerepet, így Joszif Hejfic Az én drága párom című művében vagy az Élők és holtak című Szimonov-regény filmváltozatában (rendezte Alekszandr Sztolper). Az orosz és szovjet filmtörténet azonban elsősorban Makszim alakjának megformálójaként tartja számon.

## Filmszerepei
- 1928 – A hold balról (Луна слева) – (R. Alekszandr Ivanov)
- 1928 – Az én fiam (Мой сын) – (R. Jevgenyij Cservjakov)
- 1929 – Édestestvér (Родной брат) – (R. Georgij Krol)
- 1931 – Aranyhegyek (Златые горы) – (R. Szergej Jutkevics)
- 1931 – Egyedül (Одна) – (R. Grigorij Kozincev, Leonyid Trauberg)
- 1934 – Dal a boldogságról (Песня о счастье)
- 1934 – Csapajev (Чапаев) – (Idős paraszt szerepében. R. Georgij Vasziljev, Szergej Vasziljev)
- 1935 – És felkel a nap – Makszim-trilógia, 1. rész. (Юность Максима) – (R. Georgij Kozincev, Leonyid Trauberg)
- 1935 – Barátnők (Подруги)
- 1936 – Lenocska és a szőlő (Леночка и виноград)
- 1937 – Makszim visszatérése – Makszim-trilógia, 2. rész. (Возвращение Максима) – (R. Georgij Kozincev, Leonyid Trauberg)
- 1937 – Volocsajevi napok (Волочаевские дни) – (R. Georgij Vasziljev, Szergej Vasziljev)
- 1937–1939 – A nagy hazafi (Великий гражданин) – (R. Fridrih Ermler)
- 1938 – Viborgi városrész – Makszim-trilógia, 3. rész. (Выборгская сторона) – (R. Georgij Kozincev, Leonyid Trauberg)
- 1938 – A puskás ember (Человек с ружьем) – (R. Szergej Jutkevics)
- 1939 – Tűz és fergeteg (Минин и Пожарский) ) – (R. Mihail Doller, Vszevolod Pudovkin)
- 1939 – A tanító (Учитель) – (R. Szergej Geraszimov, Roman Tyihomirov)
- 1941 – Találkozás Makszimmal (rövid játékfilm), Háborús filmalbum 1. (Боевой киносборник № 1) – (R. Szergej Geraszimov)
- 1942 – A hősök élén (Александр Пархоменко)
- 1942 – Antosa Ribkin (rövid játékfilm) (Антоша Рыбкин) – (R. Konsztantyin Jugyin)
- 1943 – Kutuzov (Кутузов) – (R. Vlagyimir Petrov)
- 1943 – Front (Фронт) – (R. Georgij Vasziljev, Szergej Vasziljev)
- 1943 – Partizánok az ukrán sztyeppén (Партизаны в степях Украины)
- 1944 – Ivan Nyikulin, az orosz matróz (Иван Никулин – русский матрос) – (R. Igor Szavcsenko)
- 1946 – Egy élet muzsikája (Glinka) (Глинка) – (R. Leo Arnstam)
- 1948 – Becsületbíróság (Суд чести) – R. (Abram Room)
- 1948 – Három találkozás (Три встречи)
- 1950 – Az aranycsillag lovagja (Кавалер Золотой Звезды) – (R. Jurij Rajzman)
- 1950 – Donyeci bányászok (Донецкие шахтёры) – (R. Leonyid Lukov)
- 1953 – Az ingyenélő (Нахлебник) – (Trugenyev színdarabja, színházi előadás felvétele)
- 1954 – Luxustutajon (Верные друзья) – (R. Mihail Kalatozov)
- 1956 – A szovjet hatalomért (За власть Советов)
- 1957 – Mellettünk (Рядом с нами)
- 1958 – Az én drága párom (Дорогой мой человек) – (R. Joszif Hejfic)
- 1958 – A kijevi lány 1-2. (Киевлянка)
- 1958 – Nyugtalan éjszaka (Тревожная ночь) – (Tv-film. R. Tatyjana Berezanceva)
- 1960 – Örökösök (Наследники)
- 1960 – A vágyak teljesülnek (Мечты сбываются)
- 1960 – Az elveszett fénykép (Потерянная фотография)
- 1961 – Látóhatár (Горизонт) – (R. Joszif Hejfic)
- 1962 – Bűnös angyal (Грешный ангел)
- 1962 – Üres járat (Порожний рейс) – (R. Vlagyimir Vengerov)
- 1963 – Élők és holtak 1–2. (Живые и мёртвые) – (Konsztantyin Szimonov regényéből. R. Alekszandr Sztolper)
- 1963 – XVIII. Káin (Каин XVIII)
- 1963 – Rövid történetek (Короткие истории)
- 1963–1964 – Két tűz között (Вызываем огонь на себя) – (Az első szovjet, sok részből álló tv-sorozat)
- 1964 – Kék csésze (Голубая чашка) – (Tv-film gyerekeknek, Arkagyij Gajdar regényéből)
- 1964 – Egy ezred zenészei (Музыканты одного полка) – (R. Pavel Kadocsnyikov)
- 1965 – Az első látogató (Первый посетитель)
- 1965 – Rendkívüli megbízatás (Чрезвычайное поручение)
- 1967 – Lázadók sorompója (Мятежная застава)
- 1968 – Hét öreg és egy lány (Семь стариков и одна девушка) – (R. Jevgenyij Karelov)
- 1969 – Bonivur szíve (Сердце Бонивура)
- 1971 – Viccel? (Шутите?)
- 1972 – Saját akaratából (По собственному желанию)
- 1972 – Az izsori zászlóalj (Ижорский батальон)
- 1973 – Három agglegény (Жили три холостяка)
- 1975 – Városiak (Горожане) – (R. Vlagyimir Rogovoj)
- 1975 – Harmat (Роса) – (Gyerekfilm)
- 1975–1976 – Sztrogovék (Строговы) – (Georgij Markov azonos című regényéből. R. Vlagyimir Vengerov, Mihail Nyikityin)